# Esarcus iolensis
Esarcus iolensis es una especie de coleóptero de la familia Mycetophagidae.

## Distribución geográfica
Habita en Argelia.